# Casa dei Ponziani
Casa dei Ponziani o Palazzo Ponziani è un edificio medievale di Roma che si trova all'angolo tra Via dei Vascellari e Via dei Salumi nel rione Trastevere. È famosa per essere stata l'abitazione di Santa Francesca Romana. Ospita una pensione.

## Storia
La Casa dei Ponziani è un edificio di Roma, importante da un punto di vista storico, sia perché fu costruito durante il periodo medievale (XIV secolo), sia perché è stato l'edificio dove visse e morì Francesca Bussa, più nota come santa Francesca Romana, chiamata dai romani "Ceccolella".
Francesca si sposò ad appena 12 anni con Renzo Ponziani, che faceva parte della ricca famiglia romana di commercianti di carne (macellari) dei Ponziani, e visse lì coi i suoi suoceri, Andreozzo Ponziani e Cecilia Mellini, con il cognato Paluzzo, sposato con Vannozza De Felicibus. Era un matrimonio di interesse e l'unico scopo di Francesca era dedicarsi a opere di carità assieme a Vannozza. Per questo motivo, il palazzo di famiglia divenne un rifugio per poveri e malati, in cui Francesca impegnò tutti i soldi della famiglia. Come era prevedibile, questo comportamento causò conflitti con il marito e il suocero, che sono solo in parte diminuiti con la nascita dei tre figli di Francesca, di cui solo uno, Battista, è sopravvissuto.
Da allora, è stata madre e moglie, ma non ha mai trascurato la sua missione, fondando una comunità religiosa, dell'ordine delle Oblate di Monte Oliveto, le Oblate di Tor de' Specchi, che in seguito si stabilirono in un quartier generale a via di Tor de' Specchi, nel Monastero di Tor de' Specchi. Dopo la morte del marito nel 1436, Francesca si ritirò nel convento con le altre oblate con l'intenzione di non tornare mai più a Palazzo Ponziani. Tuttavia, nel 1440, fu costretta a tornare per aiutare suo figlio, colpito dalla peste bubbonica. Dopo la guarigione del figlio, Francesca si ammalò e morì pochi giorni dopo, il 9 marzo 1440.
Con la morte di Francesca, il palazzo passò a Battista e alla sua nipote, chiamata anche lei Vannozza, che lo passò in dote al suo primo marito, Mattia Muti, e poi al secondo, Giovanni Battista Forteguerri, che lo affisse il suo blasone dietro l'angolo con la via dei Salumi, ancora oggi perfettamente visibile. Quindi il palazzo passò alla famiglia Altieri, che gradualmente lo trasformò in un fienile. Nel 1799 l'edificio fu concesso al sacerdote Giovacchino Michelini, parroco della chiesa di San Salvatore a Ponte Rotto, che lo trasformò in un ricreatorio per i bambini poveri di Trastevere. Nel 1807, il sacerdote, assieme al canonico Antonio Muccioli, convertirono di nuovo l'edificio, questa volta in un luogo di incontro per esercizi spirituali (detti 'mute'), che erano tenuti per otto giorni in preparazione di Prima Comunione. A quel tempo, il palazzo fu chiamato "Opera Pia di Ponterotto", un riferimento al vicino Ponte Rotto.
Dopo la morte di don Gioacchino nel 1825, il palazzo passò sotto la direzione di monsignor Belisario Cristaldi, che lo ampliò dopo aver acquisito una casa vicina, di proprietà delle sorelle fiorentine della famiglia Rilli.
Lì Giovanni Mastai Ferretti espletò il suo lavoro apostolico, iniziando come un semplice canonico e terminando, come Papa Pio IX, in una visita ricordata da una lapide sul sito.
Un'altra ricorda che Giovanni XXIII celebrò una messa lì il 23 maggio 1959 e distribuì la Prima Comunione a 40 bambini.

## Descrizione
La facciata si presenta su due piani con finestre: nel primo architrate e con cornici in marmo e nel secondo, con cornici semplici.
Al piano terra si aprono porte e finestre semicircolari. All'interno c'è un oratorio, Santa Francesca Romana a Ponte Rotto, e altre stanze decorate con opere d'arte.